# Mein Partner mit der kalten Schnauze 3
Mein Partner mit der kalten Schnauze 3 (Originaltitel: K-9: P.I., Alternativtitel: Mein Partner mit der kalten Schnauze – Jetzt erst recht!) ist eine US-amerikanische Actionkomödie aus dem Jahr 2002. Sie ist eine Fortsetzung der Komödien Mein Partner mit der kalten Schnauze aus dem Jahr 1989 und Mein Partner mit der kalten Schnauze 2 aus dem Jahr 1999. Regie führte Richard J. Lewis, das Drehbuch schrieben Gary Scott Thompson und Ed Horowitz.

## Handlung
Polizist Mike Dooley und sein Schäferhund Jerry Lee werden in den wohlverdienten Ruhestand verabschiedet. Unerwartet kommen die beiden spät abends gerade dazu, wie bei einem IT-Unternehmen eingebrochen wird. Dooley und Jerry Lee überraschen die Einbrecher und verfolgen sie, als sie die Flucht ergreifen. Nach einem Schusswechsel in einer Lagerhalle erscheint plötzlich das FBI und nimmt Dooley fest. Er wird verdächtigt Komplize der Täter zu sein. In der Konsequenz wird seine Pension „eingefroren“, bis der Vorfall geklärt ist. Dadurch hat Dooley ein massives finanzielles Problem und versucht sich zunächst Geld zu leihen. Nachdem er damit keinen Erfolg hat kommt er auf die Idee seinen Hund für die Zucht anzubieten. Dabei lernt er Catherine und ihre Schäferhündin Molly kennen.
Mike Dooley beschließt als Privatermittler zu arbeiten. Seinen ersten Auftrag erhält er von Laura Fields. Sie vermisst seit einer Woche ihren Verlobten Kevin Wingate. Ehe Dooley sich jedoch um diesen Fall kümmern kann, holt ihn sein eigenes Problem wieder ein. Er versucht die Einbrecher auf eigene Faust zu finden, um sich zu rehabilitieren und seine Pensionsansprüche zu behalten. Die Diebe haben im Auftrag eines Kunden einen wertvollen Computerchip gestohlen. Als neu entwickelter Prototyp ist er nicht nur wertvoll, sondern sichert dem Besitzer einen innovativen Vorsprung in der Computerbranche. Allerdings gehören insgesamt vier Chips zusammen, von denen einer zufällig in Dooley Besitz gelangt.
Dooleys erste Spur führt zu Billy Cochran, einem kleinen Drogendealer, der vor einem Jahr bei einem Brand in der überfallenen Firma auffällig geworden ist. Von ihm erhält Dooley den Hinweis auf Charles Thyer, den Dooley zunächst nicht ausfindig machen kann. Dafür findet er über Kevin Wingate heraus, dass dieser bereits seit Jahren tot ist und Fields Verlobter nur diesen Namen benutzt hatte. Nachdem Dooley seiner Klientin erklärt, dass ihr Verlobter nicht der ist, für den er sich ausgegeben hat und offensichtlich nicht gefunden werden will, ist für ihn dieser Fall abgeschlossen.
In der Zwischenzeit wird Billy Cochran von Thyer erschossen, damit dieser nichts weiter über ihn verraten kann. Da Dooley zuletzt mit Cochran gesehen wurde, gerät er auch bei diesem Fall unter Verdacht. Sein ehemaliger Chef lässt ihn vorladen und dabei erfährt Dooley, dass Thyer mehrere Identitäten besitzt, unter anderem tritt er auch als Kevin Wingate in Erscheinung. Da er als Industrie-Terrorist bekannt ist, vermutet man, dass er der Einbrecher war bei Microlabs war und die Chips gestohlen hat. Damit Dooley seine Unschuld beweisen kann, erhält er von seinem ehemaligen Chef die Erlaubnis mit an dem Fall zu arbeiten.
Um mit Thyer in Kontakt zu kommen, bietet er über „Unterweltkontakte“ seinen Chip zum Kauf an. Es dauert nicht lange und er erhält ein Angebot. So gelingt es ihm sich mit Thyer zu treffen. Jerry Lee lässt er vorsichtshalber im Auto und hofft, dass der Hund ihm auf ein Zeichen hin zu Hilfe kommt. Das funktioniert allerdings nicht so, wie gewünscht. Stattdessen erscheint Laura Fields und erschießt Thyer. Nun offenbart sie ihr wahres Gesicht, denn sie hat sich Thyer ausgesucht, damit er für sie die Chips stiehlt. Doch dann wollte Thyer das Geschäft allein machen und verschwand, weshalb Fields Dooley engagierte, um Thyer ausfindig zu machen.
Laura Fields lässt sich von Dooley den Chip aushändigen, doch ehe sie Dooley erschießen kann, erscheint Jerry Lee und Fields kann festgenommen werden. Dooley erhält seine wohlverdiente Pension zurück und macht wieder Pläne für seinen Ruhestand. Molly hat inzwischen ihre Hundebabys bekommen und Dooley darf sich einen der Welpen aussuchen.

## Kritiken
Das Lexikon des internationalen Films schrieb, der Film sei ein „zweiter Aufguss der Krimikomödie um das ungewöhnliche Duo“. Er kopiere „lediglich die Vorgaben der Vorgänger“ und biete „kaum Eigenständiges“.
Janet Branagan schrieb im Apollo Movie Guide, der Film biete keine Überraschungen. Filme wie dieser würden die Zuschauer nicht derart faszinieren, dass sie „an der Leinwand kleben“ würden, sie würden jedoch das Publikum „glücklich“ machen.

## Auszeichnungen
Gary Basaraba, Barbara Tyson, Gary Scott Thompson als Drehbuchautor und Kameramann Roy H. Wagner wurden im Jahr 2003 für den DVD Premiere Award nominiert.

## Hintergründe
Der Film wurde in Vancouver gedreht. Er wurde von Universal Studios produziert.